# Australian Open 1970
L'Australian Open 1970 è stata la 58ª edizione dell'Australian Open e prima prova stagionale dello Slam per il 1970. Si è disputato dal 19 al 27 gennaio sui campi in erba del White City Stadium di Sydney in Australia. Il doppio misto non si è disputato.

## Risultati

### Singolare maschile
Arthur Ashe ha battuto in finale  Dick Crealy, 6–4, 9–7, 6–2

### Singolare femminile
Margaret Court ha battuto in finale  Kerry Melville Reid, 6–1, 6–3

### Doppio maschile
Bob Lutz /  Stan Smith hanno battuto in finale  John Alexander /  Phil Dent, 8–6, 6–3, 6–4

### Doppio femminile
Karen Krantzcke /  Kerry Melville Reid hanno battuto in finale  Judy Tegart Dalton /  Lesley Turner Bowrey, 6–4, 3–6, 6–2

### Doppio misto
Il doppio misto non è stato disputato tra il 1970 e il 1985.